# Litex Motors
Litex Motors este o companie de producție de automobile cu sediul în Sofia, Bulgaria și partenerul oficial al Great Wall Motors din Bulgaria. Asamblează vehicule ale producătorului chinez la instalația dezvoltată în comun, situată în Bahovitsa, lângă Lovech, Bulgaria.